# Michel-Richard Delalande

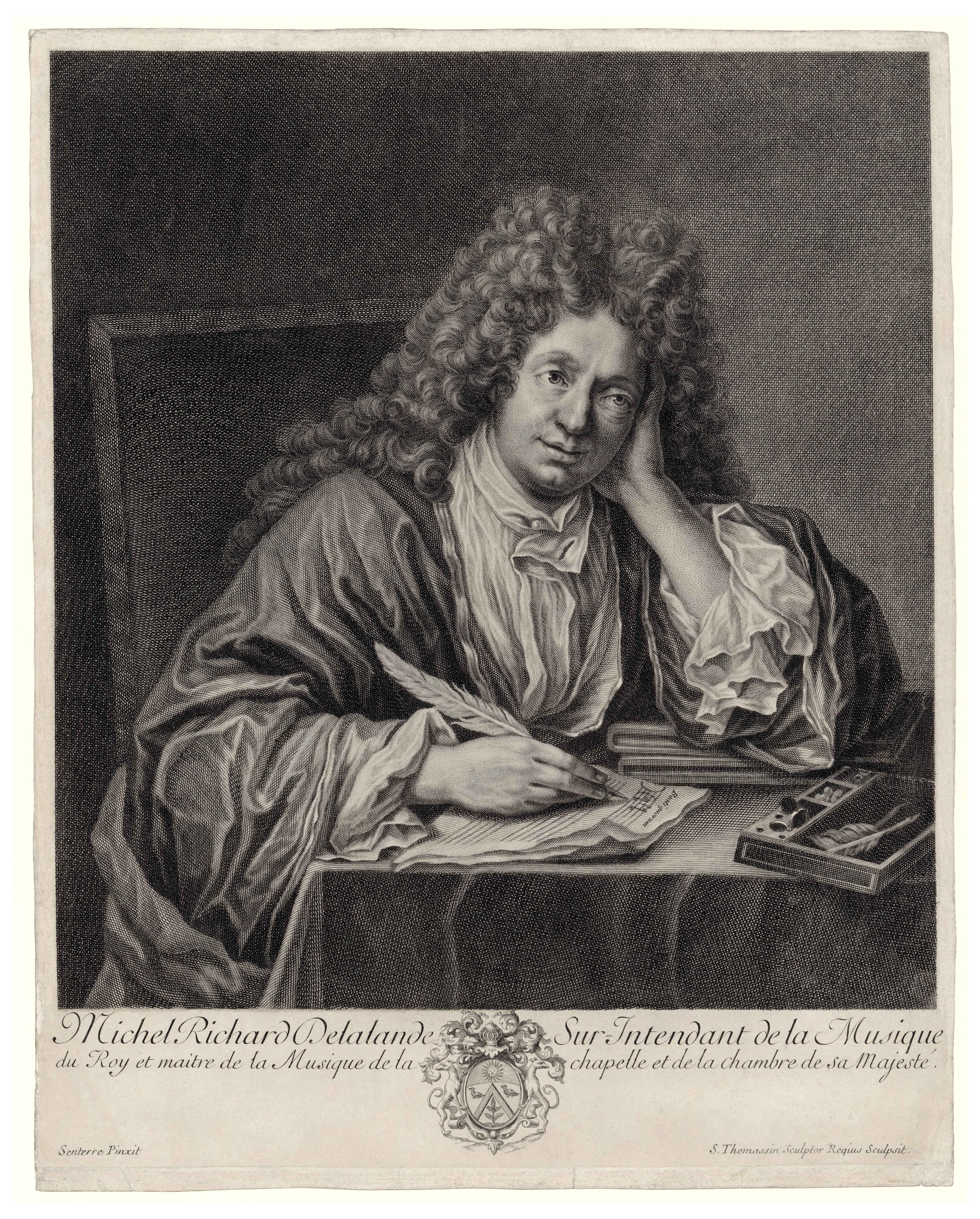
Michel-Richard Delalande. Kupferstich von Thomassin nach einem Gemälde von Jean-Baptiste Santerre, ca. 1700.

Michel-Richard Delalande (auch Lalande oder de Lalande genannt) (* 15. Dezember 1657 in Paris; † 18. Juni 1726 in Versailles) war ein französischer Violinist, Organist und Komponist. Wegen seiner geistlichen Werke nannte man ihn in Frankreich den „Lully latin“ (lateinischer Lully).

## Leben

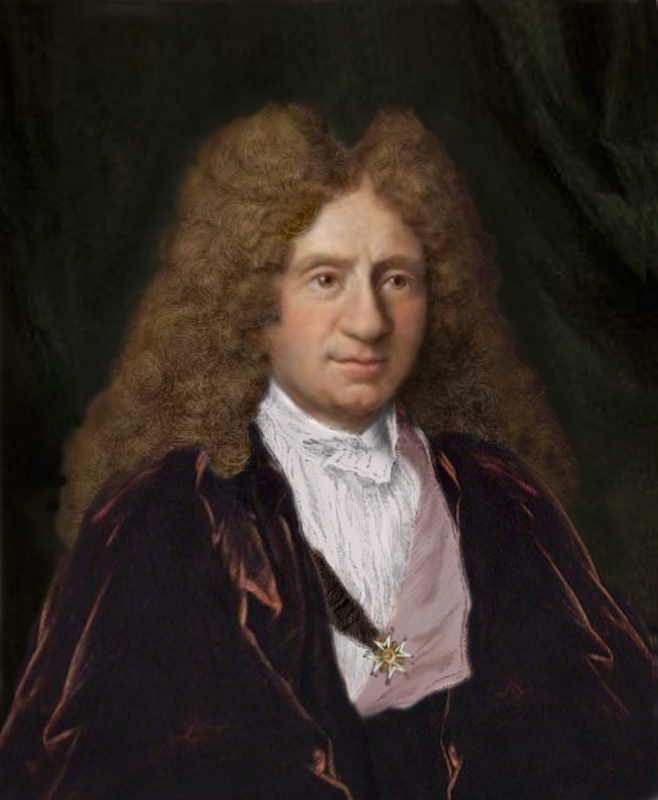
Delalande mit dem Ordre de Saint-Michel, den er 1722 erhielt.

Als fünfzehntes Kind eines Schneiders geboren, wirkte er zuerst im Chor der Kirche Saint-Germain-l’Auxerrois in Paris. Ab 1672 machte er eine kurze Laufbahn als Violinist, erhielt aber keine Anstellung im Opernorchester. Daraufhin wurde er in den Jahren 1676 bis 1680 nach und nach Organist an vier Pariser Kirchen, so an Saint-Gervais als Nachfolger von Charles Couperin. Hier musste sich Delalande verpflichten, die Stelle dessen Sohn François Couperin zu übergeben, sobald dieser das 18. Lebensjahr erreicht haben würde.
Er war bei Hofe Cembalolehrer von drei Prinzessinnen, den Töchtern Ludwigs XIV. Dank dieser Tätigkeit hatte er Gelegenheit, seine ersten profanen Werke zu Gehör zu bringen: 1682 La Sérénade, 1683 Les Fontaines de Versailles und Le concert d’Esculape. Zu den Karnevalsfeiern 1686 wurde sein Ballet de la jeunesse anstelle der Tragédie en Musique Armide von Lully aufgeführt.
1689, zwei Jahre nach dem Tod von Jean-Baptiste Lully, wurde Delalande der musikalische Günstling des Königs. Er erfüllte ab sofort die Funktion des Superintendenten der Hofmusik. Sein kompositorisches Schaffen erstreckte sich hauptsächlich auf durch den König bestellte Kirchenmusiken. 1722, im Todesjahr seiner ersten Frau, wurde er durch den Regenten Philipp II., Herzog von Orléans, in den Ritterorden Saint-Michel aufgenommen.

## Werk
Die Musik Delalandes vollzieht eine Synthese des französischen und italienischen Stils und setzt das Werk von Marc-Antoine Charpentier fort. Seine Musik erreicht ihren Höhepunkt in den Grands Motets für Solisten, Chor und Instrumentalensemble, bei denen bis zu 120 Ausführende vorgesehen waren. Einige dieser Werke waren so beliebt, dass sie noch nach seinem Tode in den Concerts spirituels zwischen 1725 und 1770 über 600 Aufführungen erlebten.
Sein Schaffen umfasst mehr als 300 bekannte Werke, neben den 75 Grands Motets komponierte er auch unterhaltende Musik, wie seine bekannten Symphonies pour les Soupers du Roy, 18 Orchestersuiten, Ballette und Variationen über französische Weihnachtslieder, die damals beliebten „Noëls“.
Der britische Musikwissenschaftler Lionel Sawkins veröffentlichte 2005 einen Werkekatalog Delalandes, der rund 3000 Musikbeispiele des Komponisten umfasst.